# 小林節子 (フリーアナウンサー)
小林 節子（こばやし せつこ、1945年（昭和20年）3月17日 - ）は、日本のフリーアナウンサー。元フジテレビアナウンサー。

## 人物
福島県石川郡浅川町生まれ、神奈川県横浜市育ち。身長158cm。1963年に横浜共立学園中学校・高等学校卒業。1968年に慶應義塾大学文学部英米文学科卒業後、フジテレビに入社。同期のアナウンサーには逸見政孝、松倉悦郎、山川建夫、竹下典子、山根佳代子がいる。6年間のフジテレビ勤務を経て1974年に退社してフリーに転身後、1984年から20年間に渡りテレビ東京系情報番組「レディス4」の司会を担当した。
2000年に自宅隣に「輪の舎・リングリンクホール」を建設し、同ホールの企画・運営に携わっている（2015年に閉鎖）。近年では、高齢の両親との同居で得た体験を語る講演活動をこなしている。また、圭三プロダクションに「客員」として所属している。

## 過去の出演番組
情報番組
| 期間               | 期間               | 番組名                   | 役職           |
| ------------------ | ------------------ | ------------------------ | -------------- |
| フジテレビ在籍時代 | フジテレビ在籍時代 | リビング4                | コーナー担当   |
| フジテレビ退社後   | フジテレビ退社後   | 3時にあいましょう（TBS） | レポーター     |
| 1984年4月          | 2004年9月          | レディス4（テレビ東京）  | パートナー司会 |

ラジオ番組・その他
- 料理の窓
- 天国のポスト (SBC)
- 松本宵の口Magazine（SBC・毎月第4週）
- YOKOHAMA STORY
- パックインミュージック 第2部（1973年4月 - 1973年12月、TBSラジオ）

## 書籍
- 小林節子『女ひとり古希に家を建てる』ぶんしん出版、2016年3月。ISBN 978-4893901163。